# Santa Fé (Paraná)
Santa Fé é um município brasileiro do estado do Paraná. Localizado na Mesorregião do Norte Central Paranaense e na Microrregião de Astorga.

## Geografia
Possui uma área é de 276,241 km² representando 0,1386 % do estado, 0,049 % da região e 0,0033 % de todo o território brasileiro. Localiza-se a uma latitude 23°02'16" sul e a uma longitude 51°48'18" oeste. Sua população(Censo 2010) é de 10.436 habitantes.

### Demografia
Dados do Censo - 2010
População total: 10.432
- Urbana: 9.620
- Rural: 1.546

- Homens: 4.408
- Mulheres: 4.532

Índice de Desenvolvimento Humano (IDH-M): 0,773
- IDH-M Renda: 0,691
- IDH-M Longevidade: 0,790
- IDH-M Educação: 0,839

### Clima
Clima Subtropical Úmido Mesotérmico, verões quentes com tendência de concentração das chuvas (temperatura média superior a 22 °C), invernos com geadas pouco frequentes (temperatura média inferior a 18 °C), sem estação seca definida.

### Economia
Os principais produtos agropastoris são: o leite, soja, milho e bovinos. As industrias dominantes são Têxteis, tendo também as de Produtos Alimentícios: Frigorífico de Equinos, com 100% das Receitas provenientes de Exportações, Abatedouro de Aves, Pastifício (Fábrica de Macarrão), Madeira, compreendendo desdobramento, e Fotografia.
Distância ao Porto de Paranaguá: 562 Km.
Distância ao Aeroporto mais próximo: 47 Km (Maringá).

## Administração (2021-2024)
- Prefeito: Fernando Brambilla (MDB)
- Vice-prefeito: Valdo Margutti (PSC)
- Presidente da Câmara: Rosinha Cancão (PSC)
- Vereadores: Carnauba (MDB), Enéias (MDB), João Mauro (PL), Mané do Reciclável (MDB), Professora Suzete (MDB), Reginaldo Thenan (PSC), Rodrigo Pitarelo (PL), Rosinha Cancão (PSC) e Rubinho Silva (Cidadania).